# Flusso di Boussinesq
In matematica e fisica, l'equazione di Boussinesq è una variante non lineare dell'equazione del calore. In fluidodinamica è utilizzata per la descrizione di processi di filtrazione di un liquido, ad esempio l'acqua, attraverso un mezzo poroso in regime non stazionario, in particolare nello studio del moto delle acque sotterranee.

## Descrizione
L'equazione fu proposta dal fisico Joseph Boussinesq nel 1903. Si può derivare a partire dalle leggi di conservazione della massa e della quantità di moto, e dalla legge di Darcy.
In una variabile, l'equazione assume la seguente forma:
{\displaystyle u_{t}-d(u,x,t)u_{xx}=0}
dove {\displaystyle d=\rho g\phi /2k\mu }, mentre {\displaystyle \phi } e {\displaystyle k} sono, rispettivamente, i coefficienti di porosità e permeabilità del mezzo. 
La generalizzazione al caso in più variabili è data da:
{\displaystyle {\frac {\partial u}{\partial t}}-d\nabla ^{2}u^{2}=0}
A partire da {\displaystyle u} è poi possibile calcolare, per approssimazione idrostatica (l'assunzione che il gradiente verticale della pressione sia dato dal prodotto {\displaystyle dp=-\rho \,d\phi }, con {\displaystyle \phi } il geopotenziale, ovvero il prodotto della densità per l'accelerazione gravitazionale), la pressione {\displaystyle p} e, di conseguenza, la velocità {\displaystyle v} mediante la legge di Darcy.